# Katey Martin
Katey Jane Martin (* 7. Februar 1985 in Dunedin, Neuseeland) ist eine ehemalige neuseeländische Cricketspielerin die zwischen 2003 und 2022 für die neuseeländischen Nationalmannschaft spielte. Als Wicket-Keeperin vertrat sie Neuseeland bei zahlreichen Weltmeisterschaften. Im Nationalen Cricket spielte sie für Otago in Neuseeland und Melbourne Stars in Australien.

## Kindheit und Ausbildung
Martin spielte unter anderem in der Saison 2001/02 in der neuseeländischen U21-Liga und war Teil des neuseeländischen Entwicklungskaders im Jahr 2002. In der Saison 2002/03 wurde sie ins High-Performance-Programm der neuseeländischen Cricket-Akademie aufgenommen.

## Aktive Karriere

### Anfänge in der Nationalmannschaft
Ihr Debüt in der Nationalmannschaft gab Martin im November 2003 in Indien, als sie ihren einzigen WTest ihrer Karriere bestritt. Auch bestritt sie bei der Tour ihr erstes WODI. Das nächste Mal wurde sie im Februar 2008 bei der Tour gegen England in den Kader berufen, wobei sie ihr erstes Fifty (79 Runs) erzielte. In der sich daran anschließenden Tour gegen Australien absolvierte sie ihr erstes WTwenty20. Im März 2009 war sie Teil des neuseeländischen Teams beim Women’s Cricket World Cup 2009, konnte jedoch nicht am Schlag überzeugen. Im Sommer folgte dann zwei Einsätze beim ICC Women’s World Twenty20 2009. In der Folge war sie dann regelmäßig im Kader, konnte jedoch kaum herausragen. Nachdem sie Teil der Vertretung beim ICC Women’s World Twenty20 2012 war, wurde sie zunächst aus dem Kader gestrichen. Ihre beste Leistung bei dem Turnier waren 19 Runs im Halbfinale gegen England. Im Vorlauf zum ICC Women’s World Twenty20 2014 kam sie wieder zurück und erzielte beim Turnier gegen Australien 15 Runs. Danach wurde sie abermals im Kader nicht berücksichtigt.
Nach weiteren zwei Jahren Pause kam sie für den ICC Women’s World Twenty20 2016 wieder zurück ins Team, vor allem weil sie im nationalen Cricket überzeugen konnte. Allerdings gelang es ihr bei dem Turnier nicht am Schlag daran anzuknüpfen. Dies änderte sich dann später im Jahr, als sie bei der Tour in Südafrika zwei Fifties (65* und 81 Runs) in den WODIs erzielte. Für letzteres wurde sie als Spielerin des Spiels ausgezeichnet. Bei der folgenden Tour gegen Pakistan folgten dann zwei weitere Half-Centuries (65 und 50* Runs). Im neuen Jahr erreichte sie dann ein Fifty über 77 Runs in den WODIs gegen Australien. Beim Women’s Cricket World Cup 2017 im Sommer in England erzielte sie unter anderem gegen den Gastgeber 21 Runs.

### Bis zum Karriereende
Im März 2018 gelangen ihr in der WTwenty20-Serie gegen die gegen die West Indies drei Fifties (54, 65 und 54* Runs). Im Herbst erreichte sie dann in der Vorbereitung für die nächste Weltmeisterschaft ein Fifty (56 Runs) in den Twenty20s in Australien. Ihre beste Leistung beim ICC Women’s World Twenty20 2018 waren dann 39 Runs gegen Indien. Zwei Jahre später war ihre beste Leistung beim ICC Women’s World Twenty20 2020 in Australien 37* Runs gegen den Gastgeber. Im September 2021 gelangen ihr in England in den WODIs ein Half-Century über 65* Runs. Ihren letzten Einsatz hatte sie beim Women’s Cricket World Cup 2022. Dort erzielte sie unter anderem 55 Runs gegen die West Indies. Im Mai 2022 erklärte sie dann ihren Rücktritt von allen Formen des Crickets.

## Nach der aktiven Karriere
Schon während der letzten Jahre ihrer aktiven Karriere arbeitete sie als Kommentatorin und führte das nach ihrem Rücktritt fort.